# Parapsychological Association
La Parapsychological Association è un'organizzazione internazionale formata a scienziati e professori universitari che studiano fenomeni paranormali quali la telepatia, la chiaroveggenza, la psicocinesi, la precognizione e gli ectoplasmi. Fondata nel 1957, dal '69 aderisce all'Associazione Americana per il Progresso della Scienza..
A partire dal 1977 è stato istituito un Committee on Professional Standards and Ethics i cui membri sottoscrivono un codice deontologico, che promuove un approccio scientifico e oggettivo ai fenomeni parapsicologici. La Parapsychological Association organizza un congresso annuale nel quale le ricerche dei parapsicologi sono esposte pubblicamente e raccolte agli atti.
L'associazione ha un numero di membri fra variabile 100 e le 110 unità, particolarmente elitario se rapportato alla numerosità tipica di altre istituzioni accademiche.
Il livello più basso di iniziazione, quello di membro associato, può essere garantito a baccellieri privi di pubblicazioni scientifiche.